# Guernseys herrlandslag i fotboll
Guernseys herrlandslag i fotboll representerar Guernsey i fotboll för herrar. Laget kontrolleras av Guernsey Football Association, och är inte med i Fifa eller Uefa, och därmed får man inte kvalspela till de stora turneringarna.
Däremot deltar Guernsey i Internationella öspelen.
Sedan 1905 är man med och tävlar med Alderney och Jersey om vem som skall vinna Muratti Vase, och tog 2012 sin 44:e titel.